# Remau Baku Tuo
Remau Baku Tuo is een bestuurslaag in het regentschap Tanjung Jabung Timur van de provincie Jambi, Indonesië. Remau Baku Tuo telt 303 inwoners (volkstelling 2010).